# ネルソン・クルーズ (投手)
ネルソン・クルーズ（Nelson Cruz, 1972年9月13日 - ）は、ドミニカ共和国プエルト・プラタ州プエルト・プラタ出身の元プロ野球選手（投手）。右投右打。

## 経歴
1989年にモントリオール・エクスポズと契約してプロ入り。
シカゴ・ホワイトソックスへ移籍後の1997年8月1日にメジャーデビュー。
ヒューストン・アストロズへ移籍した2001年には66試合に登板した。

## 詳細情報

### 背番号
- 60（1997年）
- 40（1999年 - 2000年）
- 41（2001年 - 2002年）
- 35（2003年）
- 28（2005年）